# Ville Jalasto
Ville Jalasto (Espoo, 19 aprile 1986) è un ex calciatore finlandese, di ruolo difensore.

## Carriera

### Club
Jalasto ha iniziato a giocare a calcio con la maglia dell'Honka. Ha esordito in prima squadra nel 2004, quando il club militava ancora in Ykkönen. Nel campionato 2005, l'Honka ha conquistato la promozione in Veikkausliiga, così il difensore ha potuto debuttare nella massima divisione locale nel corso del 2006. Sempre con questa squadra, ha disputato la prima partita nelle competizioni europee per club: il 17 luglio 2008 è stato infatti schierato titolare nella vittoria casalinga per 3-0 contro l'ÍA Akranes, partita valida per la Coppa UEFA 2008-2009. Jalasto è rimasto all'Honka fino al termine del campionato 2008.
Il 9 marzo 2009, i norvegesi dell'Aalesund hanno annunciato sul proprio sito internet che Jalasto avrebbe sostenuto un periodo di prova per il club. Il 19 marzo, il giocatore ha ufficialmente firmato un contratto con la nuova squadra, con l'accordo che sarebbe stato valido fino al 1º luglio 2012.
Ha debuttato in Eliteserien in data 13 aprile 2009, quando è subentrato ad Enar Jääger nella sconfitta per 4-2 maturata sul campo dell'Odd Grenland. L'8 agosto successivo ha segnato la prima rete in squadra, nella vittoria per 3-1 sullo Stabæk, in una sfida valida per i quarti di finale del Norgesmesterskapet 2009. Successivamente, nel corso dello stesso anno, la sua squadra si è aggiudicata la vittoria finale nel torneo.
In virtù di questo risultato, l'Aalesund ha aperto la stagione successiva disputando la Superfinalen 2010, in cui Jalasto e compagni sono stati però sconfitti dal Rosenborg. L'Aalesund si è aggiudicato anche la vittoria nel Norgesmesterskapet 2011. Jalasto è rimasto in forza al club sino all'estate 2012, collezionando complessivamente 105 presenze e 2 reti con questa casacca.
Il 30 luglio 2012, è stato ufficializzato il suo passaggio allo Stabæk, a partire dal 1º agosto successivo: il finlandese ha firmato un contratto valido per i successivi tre anni e mezzo. Ha esordito in squadra il 12 agosto, schierato titolare nella vittoria casalinga per 2-1 sul Sandnes Ulf. In questa porzione di stagione ha disputato 11 partite in squadra, senza mettere a segno alcuna marcatura; contemporaneamente, lo Stabæk è retrocesso in 1. divisjon, in virtù dell'ultimo posto finale in campionato.
Nell'annata successiva, ha contribuito al ritorno dello Stabæk in Eliteserien. È rimasto in squadra per altre due stagioni, con il campionato 2015 che è culminato con una qualificazione per l'Europa League 2016-2017. Il 21 dicembre 2015, Jalasto e lo Stabæk hanno ufficializzato la decisione di separare le proprie strade al termine dell'anno, con il giocatore che si sarebbe quindi svincolato. Jalasto si è quindi congedato con 101 presenze e 7 reti, tra tutte le competizioni.
Il 22 dicembre 2015, l'HJK ha annunciato sul proprio sito internet d'aver ingaggiato Jalasto, che ha firmato col nuovo club un contratto valido a partire dal 1º gennaio 2016.
Il 23 dicembre 2018 ha firmato un accordo biennale con il Kongsvinger, valido a partire dal 1º gennaio 2019. Al termine di questo contratto si è ritirato dall'attività agonistica.

### Nazionale
Jalasto ha debuttato per la Finlandia under 21 il 7 ottobre 2006, nella partita contro la Slovacchia. È stato selezionato per partecipare al campionato europeo Under-21 2009. Complessivamente, ha totalizzato 17 presenze e una rete con questa selezione.
Il 25 maggio 2010, Jalasto è stato convocato per la prima volta dal commissario tecnico della Nazionale maggiore, Stuart Baxter, in vista di una partita amichevole contro la Polonia, da disputarsi a Kielce. Il 29 maggio, Jalasto ha sostituito Veli Lampi nel corso della partita, terminata 0-0, effettuando così il suo debutto internazionale.

## Palmarès

### Club
- Campionato finlandese: 2

HJK: 2017, 2018
- Coppa di Norvegia: 2

Aalesunds: 2009, 2011
- Suomen Cup: 1

HJK: 2016-2017

## Statistiche

### Presenze e reti nei club
Statistiche aggiornate al 26 gennaio 2022.
| Stagione           | Club               | Campionato         | Campionato | Campionato | Coppe nazionali | Coppe nazionali | Coppe nazionali | Coppe continentali | Coppe continentali | Coppe continentali | Supercoppe | Supercoppe | Supercoppe | Totale | Totale |
| Stagione           | Club               | Comp               | Pres       | Reti       | Comp            | Pres            | Reti            | Comp               | Pres               | Reti               | Comp       | Pres       | Reti       | Pres   | Reti   |
| ------------------ | ------------------ | ------------------ | ---------- | ---------- | --------------- | --------------- | --------------- | ------------------ | ------------------ | ------------------ | ---------- | ---------- | ---------- | ------ | ------ |
| 2004               | Honka              | Y                  | 23         | 2          | CF+CdL          | ?               | ?               | -                  | -                  | -                  | -          | -          | -          | 23+    | 2+     |
| 2005               | Honka              | Y                  | 9          | 0          | CF+CdL          | ?               | ?               | -                  | -                  | -                  | -          | -          | -          | 9+     | 0+     |
| 2006               | Honka              | VL                 | 20         | 0          | CF+CdL          | ?               | ?               | -                  | -                  | -                  | -          | -          | -          | 20+    | 0+     |
| 2007               | Honka              | VL                 | 26         | 0          | CF+CdL          | ?               | ?               | -                  | -                  | -                  | -          | -          | -          | 26+    | 0+     |
| 2008               | Honka              | VL                 | 25         | 2          | CF+CdL          | ?               | ?               | CU                 | 6                  | 0                  | -          | -          | -          | 31+    | 2+     |
| Totale Honka       | Totale Honka       | Totale Honka       | 103        | 4          |                 | ?               | ?               |                    | 6                  | 0                  |            | -          | -          | 109+   | 4+     |
| 2009               | Aalesund           | ES                 | 23         | 0          | CN              | 6               | 1               | UEL                | 0                  | 0                  | -          | -          | -          | 29     | 1      |
| 2010               | Aalesund           | ES                 | 27         | 0          | CN              | 1               | 1               | UEL                | 2                  | 0                  | SN         | 1          | 0          | 31     | 1      |
| 2011               | Aalesund           | ES                 | 25         | 0          | CN              | 2               | 0               | UEL                | 5                  | 0                  | -          | -          | -          | 32     | 0      |
| gen.-lug. 2012     | Aalesund           | ES                 | 9          | 0          | CN              | 4               | 0               | UEL                | 0                  | 0                  | -          | -          | -          | 13     | 0      |
| Totale Aalesund    | Totale Aalesund    | Totale Aalesund    | 84         | 0          |                 | 13              | 2               |                    | 7                  | 0                  |            | 1          | 0          | 105    | 2      |
| ago.-dic. 2012     | Stabæk             | ES                 | 11         | 0          | CN              | -               | -               | UEL                | -                  | -                  | -          | -          | -          | 11     | 0      |
| 2013               | Stabæk             | 1D                 | 28         | 1          | CN              | 4               | 0               | -                  | -                  | -                  | -          | -          | -          | 32     | 1      |
| 2014               | Stabæk             | ES                 | 21         | 2          | CN              | 4               | 0               | -                  | -                  | -                  | -          | -          | -          | 25     | 2      |
| 2015               | Stabæk             | ES                 | 29         | 3          | CN              | 4               | 1               | -                  | -                  | -                  | -          | -          | -          | 33     | 4      |
| Totale Stabæk      | Totale Stabæk      | Totale Stabæk      | 89         | 6          |                 | 12              | 1               |                    | -                  | -                  |            | -          | -          | 101    | 7      |
| 2016               | HJK                | VL                 | 25         | 1          | CF+CdL          | 4-1             | 0+0             | UEL                | 6                  | 0                  | -          | -          | -          | 36     | 1      |
| 2017               | HJK                | VL                 | 20         | 2          | CF              | 5               | 0               | UEL                | 3                  | 0                  | -          | -          | -          | 28     | 2      |
| 2018               | HJK                | VL                 | 15         | 1          | CF              | 9               | 1               | UCL                | 0                  | 0                  | -          | -          | -          | 24     | 2      |
| Totale HJK         | Totale HJK         | Totale HJK         | 60         | 4          |                 | 19              | 1               |                    | 9                  | 0                  |            | -          | -          | 88     | 5      |
| 2019               | Kongsvinger        | 1D                 | 16+1       | 1+0        | CN              | 4               | 0               | -                  | -                  | -                  | -          | -          | -          | 21     | 1      |
| 2020               | Kongsvinger        | 1D                 | 20         | 2          | -               | -               | -               | -                  | -                  | -                  | -          | -          | -          | 20     | 2      |
| Totale Kongsvinger | Totale Kongsvinger | Totale Kongsvinger | 36+1       | 3+0        |                 | 4               | 0               |                    | -                  | -                  |            | -          | -          | 41     | 3      |
| Totale             | Totale             | Totale             | 372+1      | 17+0       |                 | 48+             | 4+              |                    | 22                 | 0                  |            | -          | -          | 443+   | 21+    |

### Cronologia presenze e reti in nazionale
| Cronologia completa delle presenze e delle reti in nazionale ― Finlandia | Cronologia completa delle presenze e delle reti in nazionale ― Finlandia | Cronologia completa delle presenze e delle reti in nazionale ― Finlandia | Cronologia completa delle presenze e delle reti in nazionale ― Finlandia | Cronologia completa delle presenze e delle reti in nazionale ― Finlandia | Cronologia completa delle presenze e delle reti in nazionale ― Finlandia | Cronologia completa delle presenze e delle reti in nazionale ― Finlandia | Cronologia completa delle presenze e delle reti in nazionale ― Finlandia |
| Data                                                                     | Città                                                                    | In casa                                                                  | Risultato                                                                | Ospiti                                                                   | Competizione                                                             | Reti                                                                     | Note                                                                     |
| ------------------------------------------------------------------------ | ------------------------------------------------------------------------ | ------------------------------------------------------------------------ | ------------------------------------------------------------------------ | ------------------------------------------------------------------------ | ------------------------------------------------------------------------ | ------------------------------------------------------------------------ | ------------------------------------------------------------------------ |
| 29/05/2010                                                               | Kielce                                                                   | Polonia                                                                  | 0 – 0                                                                    | Finlandia                                                                | Amichevole                                                               | -                                                                        |                                                                          |
| 10/08/2011                                                               | Riga                                                                     | Lettonia                                                                 | 0 – 2                                                                    | Finlandia                                                                | Amichevole                                                               | -                                                                        |                                                                          |
| 15/11/2011                                                               | Esbjerg                                                                  | Danimarca                                                                | 2 – 1                                                                    | Finlandia                                                                | Amichevole                                                               | -                                                                        |                                                                          |
| 22/01/2015                                                               | Dubai                                                                    | Finlandia                                                                | 0 – 0                                                                    | Yemen                                                                    | Amichevole                                                               | -                                                                        |                                                                          |
| 08/10/2015                                                               | Bucarest                                                                 | Romania                                                                  | 1 – 1                                                                    | Finlandia                                                                | Qual. Euro 2016                                                          | -                                                                        |                                                                          |
| 11/10/2015                                                               | Helsinki                                                                 | Finlandia                                                                | 1 – 1                                                                    | Irlanda del Nord                                                         | Qual. Euro 2016                                                          | -                                                                        |                                                                          |
| 10/01/2016                                                               | Abu Dhabi                                                                | Svezia                                                                   | 3 – 0                                                                    | Finlandia                                                                | Amichevole                                                               | -                                                                        |                                                                          |
| 29/03/2016                                                               | Oslo                                                                     | Norvegia                                                                 | 2 – 0                                                                    | Finlandia                                                                | Amichevole                                                               | -                                                                        |                                                                          |
| Totale                                                                   |                                                                          | Presenze                                                                 | 8                                                                        |                                                                          | Reti                                                                     | 0                                                                        |                                                                          |